# Knud Porse
Knud Porse (død 30. maj 1330) var hertug af Samsø, Halland og Dansk-Estland.
Knud Porse var en dansk adelsmand, som var svensk rigsråd fra 1318 til 1321. I 1321 blev han svensk høvedsmand i Varbjerg i Nørrehalland. Lensmand i Nørrehalland var hertuginde Ingeborg Haakonsdatter, der var mor til kong Magnus Eriksson af Norge og Sverige. Sammen med Ingeborg ledede han i 1322 et felttog mod Skåne. Men både det norske og det svenske rigsråd bekæmpede den politik.
Herefter tog han til Danmark, hvor han sluttede sig til oprøret mod Christoffer 2.. Under et rigsmøde på Fyn i 1327 blev han udnævnt til hertug af Halland og Samsø af den nye konge, Valdemar 3.
Et år senere kunne han i kraft af sin nu fyrstelige stand gifte sig med Ingeborg Haakonsdatter. I 1329 forlenedes han med hertugdømmet Estland.

## Ekstern henvisning
- Knud Porse i Den Store Danske Encyklopædi